# Comune di Rønnede
Il comune di Rønnede, fino al 1º gennaio 2007 è stato un comune danese situato nella contea dello Storstrøm, il comune aveva una popolazione di 7 337 abitanti (2005) e una superficie di 125 km². Capoluogo era la cittadina omonima.
Dal 1º gennaio 2007, con l'entrata in vigore della riforma amministrativa, il comune è stato soppresso e accorpato ai comuni di Haslev e Fakse per dare luogo al neo-costituito comune di Faxe compreso nella regione della Selandia.